# Plinthanthesis
Plinthanthesis es un género  de plantas herbáceas de la familia de las poáceas. Es originario de Australia.
Algunos autores lo incluyen en el género Rytidosperma y Danthonia sensu lato 

## Etimología
El nombre del género deriva del griego plinthos (zócalo) y anthos (flor), refiriéndose a la inflorescencia en forma de racimo.

## Especies seleccionadas
- Plinthanthesis paradoxa
- Plinthanthesis rodwayi
- Plinthanthesis tenuior
- Plinthanthesis urvillei